# Rodì Milici
Rodì Milici est une commune italienne de la province de Messine, dans la région Sicile.

## Histoire
L'ancienne cité antique de Longane a été localisée sur la commune de Rodì Milici.

## Administration
| Période                                  | Période | Identité | Étiquette | Qualité |
| ---------------------------------------- | ------- | -------- | --------- | ------- |
|                                          |         |          |           |         |
| Les données manquantes sont à compléter. |         |          |           |         |

### Communes limitrophes
Antillo, Castroreale, Fondachelli-Fantina, Mazzarrà Sant'Andrea, Novara di Sicilia, Terme Vigliatore